# Последна проверка
„Последна проверка“ е български 12-сериен телевизионен игрален филм от 1973 година, на режисьора Тодор Стоянов, по сценарий на Диньо Гочев. Оператор е Виктор Чичов. Музиката е на композиторите Петър Ступел и Атанас Бояджиев. Художник – Стефан Савов.

## Серии
- 1. серия – „Студентът от Мюнхен“ – 77 минути
- 2. серия – „Самоприсъда“ – 64 минути
- 3. серия – „В оковите на свободата“ – 59 минути
- 4. серия – „Черният паша“ – 74 минути
- 5. серия – „Сатурн и спътниците му“ – 70 минути
- 6. серия – „Иглата на Галилей“ – 55 минути
- 7. серия – „Игра без партньори“ – 77 минути
- 8. серия – „Шепа пръст“ – 85 минути
- 9. серия – „Левият възел“ – 85 минути
- 10. серия – „Експериментът на Джеймс“ – 67 минути
- 11. серия – „Червените въгленчета“ – 57 минути
- 12. серия – „Мъртвецът се завръща“ – 64 минути [1].

## Актьорски състав
| Роля                                                 | Изпълнител            |
| ---------------------------------------------------- | --------------------- |
| Петър Павлов, ремсист / Петър Севов / агент „Сатурн“ | Владимир Смирнов      |
| Димов, председател на партийната организация         | Георги Калоянчев      |
| Павел Жеков, член на партийното бюро                 | Петър Слабаков        |
| полковник Данчев, околийският началник               | Георги Стоянов        |
| баба Злата, майката на Петър                         | Милка Попантонова     |
| Марин, партиен функционер                            | Георги Георгиев – Гец |
| Радков                                               | Александър Притуп     |
| Джеймс                                               | Леон Немчик           |
| агент Хелда                                          | Ева Кжижевска         |
| Ларсен, агент на чуждо разузнаване                   | Михаил Михайлов       |
| Катя Илиева                                          | Виолета Гиндева       |
| сервитьорка                                          | Маргарита Чудинова    |
| военният инженер Христов / агент „Селен“             | Светозар Неделчев     |
| ученичка                                             | Сашка Братанова       |
| войникът                                             | Ириней Константинов   |
| вуйчото                                              | Аспарух Сариев        |
|                                                      | Николай Дойчев        |
| Рихтер                                               | Васил Димитров        |
| барон Хирш                                           | Божидар Лечев         |